# Polaryzacja błony komórkowej

Polaryzacja i depolaryzacja
Przemieszczanie się potencjału czynnościowego

Polaryzacja błony komórkowej – zjawisko powstawania różnicy potencjałów (napięcia) między zewnętrzną i wewnętrzną powierzchnią błony komórek organizmów jedno lub wielokomórkowych. Polaryzacja jest warunkiem pobudliwości komórek, czyli zdolności do reakcji na bodźce zewnętrzne (np. powstawanie impulsów nerwowych). Między zewnętrzną a wewnętrzną powierzchnią błony spolaryzowanej występuje niewielkie spolaryzowanie związane z nierównomiernym rozmieszczeniem jonów, czyli cząstek obdarzonych ładunkami: na zewnątrz komórki są większe ilości jonów dodatnich (np.: Na+), wewnątrz – ujemnych (np.: Cl-).
Bodziec chemiczny, elektryczny lub mechaniczny może powodować przemieszczenie jonów i wyrównanie stężeń (proces depolaryzacji błony, powstanie potencjału czynnościowego).
Przywrócenie wartości potencjału stacjonarnego – nierównego rozkładu jonów (np. sodu i potasu lub chloru) jest możliwe dzięki stałemu działaniu pompy sodowo-potasowej, która transportuje jony sodu na zewnątrz a jony potasu K+ do wnętrza komórki (repolaryzacja).